# Amazonas (Brasilien)
Amazonas, amtlich portugiesisch Estado do Amazonas, ist der größte der 26 Bundesstaaten Brasiliens. Er ist nicht zu verwechseln mit dem gleichnamigen, jedoch deutlich kleineren Bundesstaat Amazonas in Venezuela oder dem Departamento Amazonas in Kolumbien. Er liegt im Nordwesten des Landes und gehört zur Região Norte (Nordregion). In der Hauptstadt Manaus lebt mit mehr als zwei Millionen Einwohnern fast die Hälfte der Bevölkerung des Staates.

## Toponymie
Das Territorium ist nach dem Fluss Rio Amazonas benannt, bekannt seit dem 16. Jahrhundert auch als Rio de las Amazonas.

## Geographie und Bevölkerung
Er umfasst das westliche Amazonasbecken im Nordwesten Brasiliens und besteht größtenteils aus tropischem Regenwald. Die geographische Lage wird durch folgende maximale Breiten- und Längengrade bestimmt:
- Geographische Breite −2°14'29" bis −9°49'10" (Nord-Süd)
- Geographische Länge −56°06'00" bis −73°47'40" (Ost-West)

Der Bundesstaat grenzt an die Nachbarstaaten Peru, Kolumbien und Venezuela sowie an die brasilianischen Bundesstaaten Roraima, Pará, Mato Grosso, Rondônia und Acre. Er selbst ist in 62 Gemeinden, den Munizipalstädten (portugiesisch municípios) unterteilt.
Seine Fläche beträgt knapp 1,56 Millionen km², die Einwohnerzahl pro Quadratkilometer betrug 2022 2,53 Einwohner. Die Volkszählung des Jahres 2010 des Instituto Brasileiro de Geografia e Estatística (IBGE) verzeichnete 3.483.985 Einwohner. Im Jahr 2022 ermittelte das IBGE eine Bevölkerungszahl von 3.941.175 Personen.
Bevölkerungsentwicklung
| Jahr        | Einwohnerzahl |
| ----------- | ------------- |
| Zensus 1991 | 2.103.243     |
| Zensus 2000 | 2.812.557     |
| Zensus 2010 | 3.483.985     |
| Zensus 2022 | 3.941.175     |

### Städte

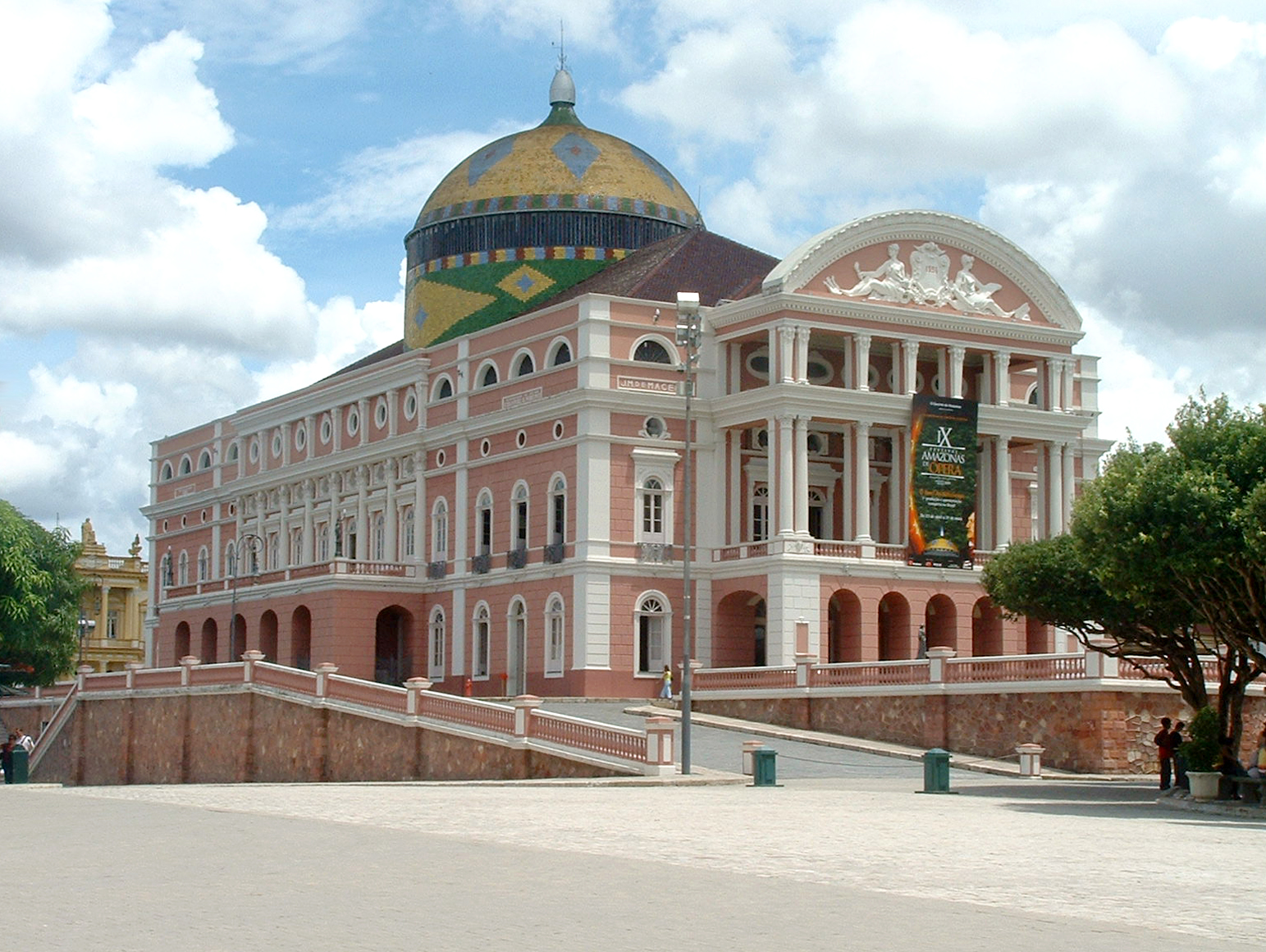
Teatro Amazonas in Manaus

Die größte Stadt des Bundesstaates und der Região Norte ist Manaus mit geschätzten 2.255.903 Einwohnern (2021). Nach dem Zensus von 2010 leben vier Fünftel der Bevölkerung Amazonas’ in Städten und ein Fünftel auf dem Land. Weitere große Städte des Bundesstaates neben Manaus sind Parintins mit geschätzten 116.439 Einwohnern (2021), Itacoatiara mit geschätzten 104.046 Einwohnern (2021), Manacapuru mit geschätzten 99.613 Einwohnern (2021), Coari mit geschätzten 86.713 Einwohnern (2021) sowie Tefé mit geschätzten 59.250 Einwohnern (2021).

### Indigene Bevölkerung
65 indigene Gruppen leben laut IBGE in Amazonas. Der Zensus von 2010 hat eine Gesamtanzahl von 305.243 Menschen ermittelt, die zur indigenen Bevölkerung gezählt werden, womit die höchste Anzahl von den Indigenen Brasiliens in Amazonas lebt.

### Flüsse

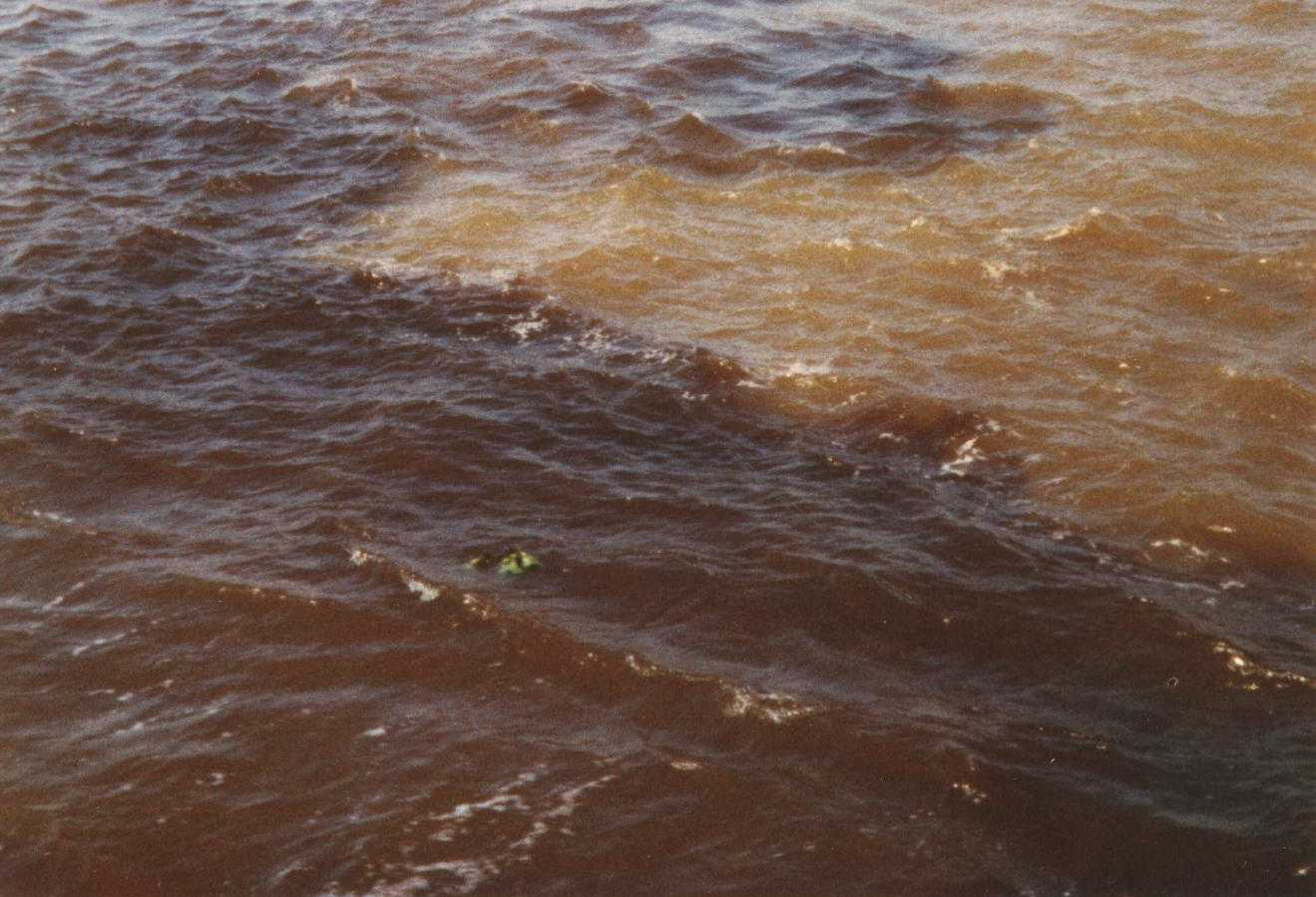
Vermischung des Amazonas-Wassers mit dem Wasser des Rio Negro

Der Fluss Amazonas heißt im Bundesstaat Amazonas auf seiner längsten Strecke bis zur Hauptstadt Manaus Rio Solimões. Die größten sonstigen Flüsse sind:
- Rio Içá (Río Putumayo)
- Rio Juruá
- Rio Japurá
- Rio Purus
- Rio Negro
- Rio Madeira
- Rio Uaupés

Die Mehrheit der Flüsse Amazonas’ ist ganzjährig befahrbar.

### Berge
Die höchsten Punkte Brasiliens liegen in Amazonas; so der Pico da Neblina mit 3014 Metern und der Pico 31 de Março mit 2992 Metern.

### Zeitzonen
Der größte Teil des Bundesstaats gehört zur Zeitzone UTC-4. Von 2008 bis 2013 war das die einzig gültige Zeitzone. Der Westteil von Amazonas kehrte aber zusammen mit dem Bundesstaat Acre im November 2013 zur Zeitzone UTC-5 zurück. Das betrifft die Gemeinden Boca do Acre, Eirunepé, Envira, Guajará, Itamarati, Jutaí, Lábrea, Pauini, São Paulo de Olivença, Atalaia do Norte, Benjamin Constant, Ipixuna und Tabatinga.

## Geschichte

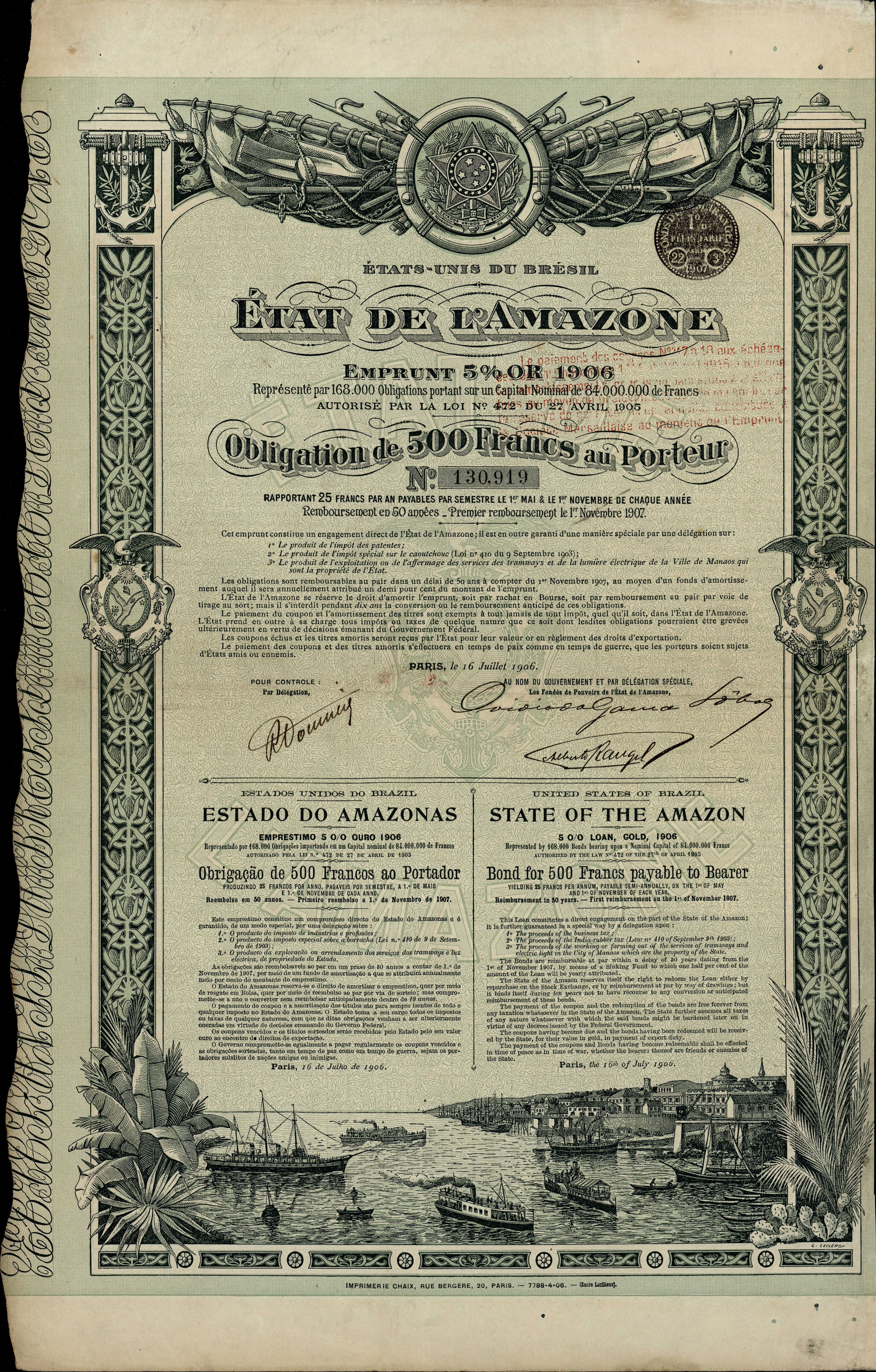
Anleihe über 500 Francs des brasilianischen Bundesstaates Amazonas vom 16. Juli 1906; als Sicherheit für diese Anleihe verpfändete der Staat Amazonas die Patentgebühren, eine 1903 eingeführte spezielle Kautschuksteuer, sowie die Überschüsse der dem Staat gehörenden Straßenbahn und der Elektrizitätsversorgung der Hauptstadt Manaus.

Der Spanier Francisco de Orellana gilt als Entdecker des Gebietes, das heute den Bundesstaat Amazonas ausmacht. Die Entdeckung war Teil der Gonzalo-Pizarro-Expedition und fand von 1541 bis 1542 statt. Die Region geriet jedoch wieder in Vergessenheit bis zwei Ordensbrüder den Amazonas erneut befuhren und das Interesse an einer Inbesitznahme wieder weckten. 1637 startete eine weitere Expedition unter Pedro Teixeira. Im selben Jahr schuf Philipp IV. von Spanien durch eine königliche Satzung die capitania do Cabo do Norte. 1669 wurde das Forte de São João da Barra do Rio Negro gegründet, aus welchem sich über Jahrhunderte hinweg die Hauptstadt von Amazonas entwickeln sollte: Manaus.
1850 wurde im Kaiserreich Brasilien die Provinz Amazonas durch Ausgliederung aus der Provinz Grão-Pará gegründet und Manaus zur Hauptstadt erhoben. Die Provinz bestand bis 1889, bei Gründung der Republik Brasilien 1889 wurde sie zum Staat Amazonas.

## Politik

### Exekutive seit 2000
Bei der Wahl von 2002 wurde Eduardo Braga im ersten Wahlgang für die Amtsperiode bis 2006 gewählt. 2006 gelang ihm die Wiederwahl für die Amtszeit bis 2010 ebenfalls im 1. Wahlgang. Sein Vizegouverneur war für beide Amtszeiten Omar Aziz, der die Wahl 2010 für die Amtsperiode bis 2014 ebenfalls im ersten Wahlgang gewann. Im April 2014 übergab Aziz das Amt an Vizegouverneur José Melo de Oliveira (PROS), dem im Oktober die Wiederwahl gelang.
Am 26. Januar 2016 annullierte das regionale Wahlgericht des Bundesstaats TRE-AM die Wahl von José Melo und des Vizegouverneurs Henrique Oliveira. Sie blieben jedoch interimistisch im Amt. Am 4. Mai 2017 bestätigte das Bundeswahlgericht TSE, die Wahl Melos und seines Vize-Gouverneurs Henrique Oliveira wegen Stimmenkaufs zu annullieren. Der Präsident der Legislativversammlung von Amazonas (Aleam), David Almeida, wurde interimistisch Gouverneur. Bei den Ersatzwahlen am 6. August und am 27. August wurde Amazonino Mendes im 2. Wahlgang für den Rest der Amtsperiode bis 2018 als Gouverneur gewählt.
Bei den Wahlen in Brasilien 2018 wurde der der als rechtsreligiös und rechtspopulistisch eingeschätzten Partei Partido Social Cristão (PSC) angehörende Wilson Miranda Lima, Wahlname Wilson Lima, zum Gouverneur des Bundesstaates Amazonas mit 58,5 % oder 1.033.954 der gültigen Stimmen gewählt.

### Legislative
Die Legislative wird von 24 gewählten Abgeordneten in der Legislativversammlung von Amazonas ausgeübt. Der Staat entsendet 8 Bundesabgeordnete in die Abgeordnetenkammer und drei Bundessenatoren in den Bundessenat des Nationalkongresses.

### Judikative
Die Judikative liegt beim Tribunal de Justiça do Estado do Amazonas. Das Land ist in 61 Gerichtsbezirke, den comarcas (deutsch Komark) aufgeteilt. Die Comarcas unterteilen sich, je nach Größe des Bezirks in einzelne Varas, die für zivil- und strafrechtliche Prozesse der ersten Instanz zuständig sind.
Prozesse weiterer Instanzen unterliegen nicht der Gerichtsbarkeit des Bundesstaats, sondern Institutionen der Föderation. Zuständig für den Bundesstaat Amazonas ist der Tribunal Regional Federal 1 (TRF-1 oder auch TRF-AM). Für Arbeitsrecht zuständig ist der Tribunal Federal do Trabalho TRT-11, zu dessen Bezirk auch Roraima gehört. Für das Wahlrecht ist der Tribunal Regional Eleitoral Amazonas (TRE-AM) zuständig. Es entscheidet u. a. über die Rechtmäßigkeit der Finanzierung von Wahlkämpfen und Unregelmäßigkeiten bei Wahlen.

## Kultur
Amazonas verfügt seit 1918 über eine Academia Amazonense de Letras. Eines der größten Festivals ist das jährlich am letzten Juniwochenende stattfindende Festival Folclórico de Parintins.
Im Amazonasbundesstaat wird der Dialekt Amazofonia oder auch Nortista gesprochen.